# 天山构造期
天山构造期，简称天山期，是中泥盆世至早二叠世（3.86-2.57亿年前）之间的构造期，在此期间，在今中国及周边地区发生了天山运动或称天山事件。

## 概念的提出和演化
由于在天山期，在欧洲、西亚及北非地区发生了海西运动或称华力西运动，因此长期以来，中国地质学界移用海西（华力西）运动之名称呼晚古生代中国及周边地区的构造运动。其他名称还有昆仑运动、南山运动、越南运动、秦岭运动、东吴运动等术语。由于构造运动一般都是以该时期最主要的构造活动的发生地点来命名的，因此万天丰(2004)建议以天山运动（穆士开托夫，1929）来代替上述这些术语。

## 构造活动
天山运动其实并不是单一的构造运动，而是一系列的构造运动，而且在不同的地块上，天山运动的高潮期是不一致的。但由于年代久远，地层保存不完整，古地磁等的测定误差较大，因此现在还难于进一步区分其间的各次构造运动，以仍用一个名字统称为妥。
天山期前期，构成后世中国大陆的各地块仍处于高度离散状态，但在天山期后期，构成后世中国大陆北部的地块开始向北移动、会聚。具体说来，早古生代的五个构造域中的亲西伯利亚构造域各地块（已经在祁连期拼合到西伯利亚板块上的几个除外）、中朝构造域的中朝板块和西域构造域的西域板块，在早石炭世至早二叠纪末期，几乎同时与劳亚板块发生碰撞，形成天山-兴安碰撞带，而合并到劳亚板块之上。沿这一碰撞带发生了大规模的岩浆活动，从而使天山期成为中国大陆岩浆活动最广泛的一个时期。
与上述会聚的趋势相反，扬子板块的西部在天山期却发生了张裂作用，裂解出了川西地块、云开地块等小地块，在这些地块之间同样发生了大规模的玄武岩溢出。这很可能是一个地幔羽产生作用的结果，由于此时峨眉山玄武岩的喷发最为著名，因而可以将此地幔羽称为峨眉山地幔羽。
在天山期，属于亲冈瓦纳构造域的各板块则不受天山运动的影响。

## 地应力特征和古地块位置
天山期地应力的主应力方向，按今天的方向来说，在天山-兴安碰撞带的西段和西域板块内部为北北东-南南西走向，向东逐渐转为北南走向，到天山-兴安碰撞带的东段则呈北北西-南南东走向。
经复原，在天山期构成后世中国大陆的各地块，除亲冈瓦纳构造域的几个地块随印度板块一起向西南移动外，均向北大幅度移动。其中中朝板块、西域板块等移动较多，如中朝板块从泥盆纪的赤道附近，北移到二叠纪的北纬15度；而亲扬子构造域的各地块移动较少，到二叠纪的时候，刚刚移到赤道附近。这就使祁连期呈东西向排列的各大地块，到天山期变成了南北向排列，从而使之后的印支期间亲扬子构造域各地块向北拼合到欧亚板块之上的构造活动成为可能。但是，驱动这些地块从东西向排列转变为南北向排列的机制，现在还不太清楚。

## 对现代地貌的影响
天山期形成的天山-兴安碰撞带，为后来的构造运动中天山山脉、阴山山脉和大兴安岭的隆起奠定了地质基础。